# Krzysztof Tyszkiewicz

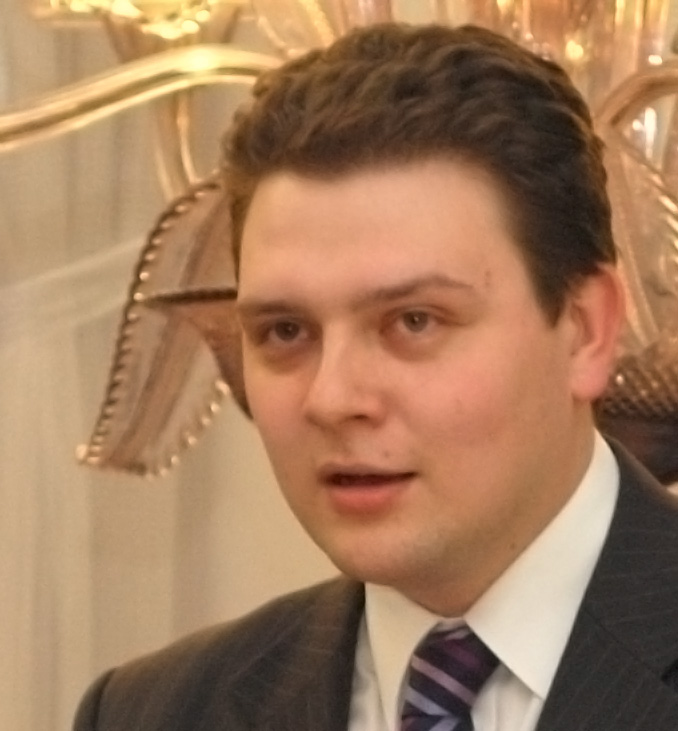
Krzysztof Tyszkiewicz

Krzysztof Adam Tyszkiewicz (* 19. März 1980 in Warschau) ist ein polnischer Politiker der Platforma Obywatelska (Bürgerplattform).
2001 wurde er Mitglied der Platforma Obywatelska und war von 2001 bis 2003 oder 2004 Leiter der Młodzi Demokraci (Junge Demokraten), einer Organisation der Platforma.
In den Jahren 2002 bis 2006 war Krzysztof Tyszkiewicz im Rat des Warschauer Stadtbezirks Bemowow.
2006 bis 2007 war er im Rat der Stadt Warschau stellvertretender Vorsitzender der Kommission für Infrastruktur und Investitionen.
Bei den vorgezogenen Parlamentswahlen 2007 trat Tyszkiewicz im Wahlkreis 19 Warszawa an und konnte mit 3330 Stimmen ein Mandat für den Sejm erringen.
Krzysztof Tyszkiewicz ist verheiratet und hat einen Sohn.